# Michael Heilmann (Politiker)

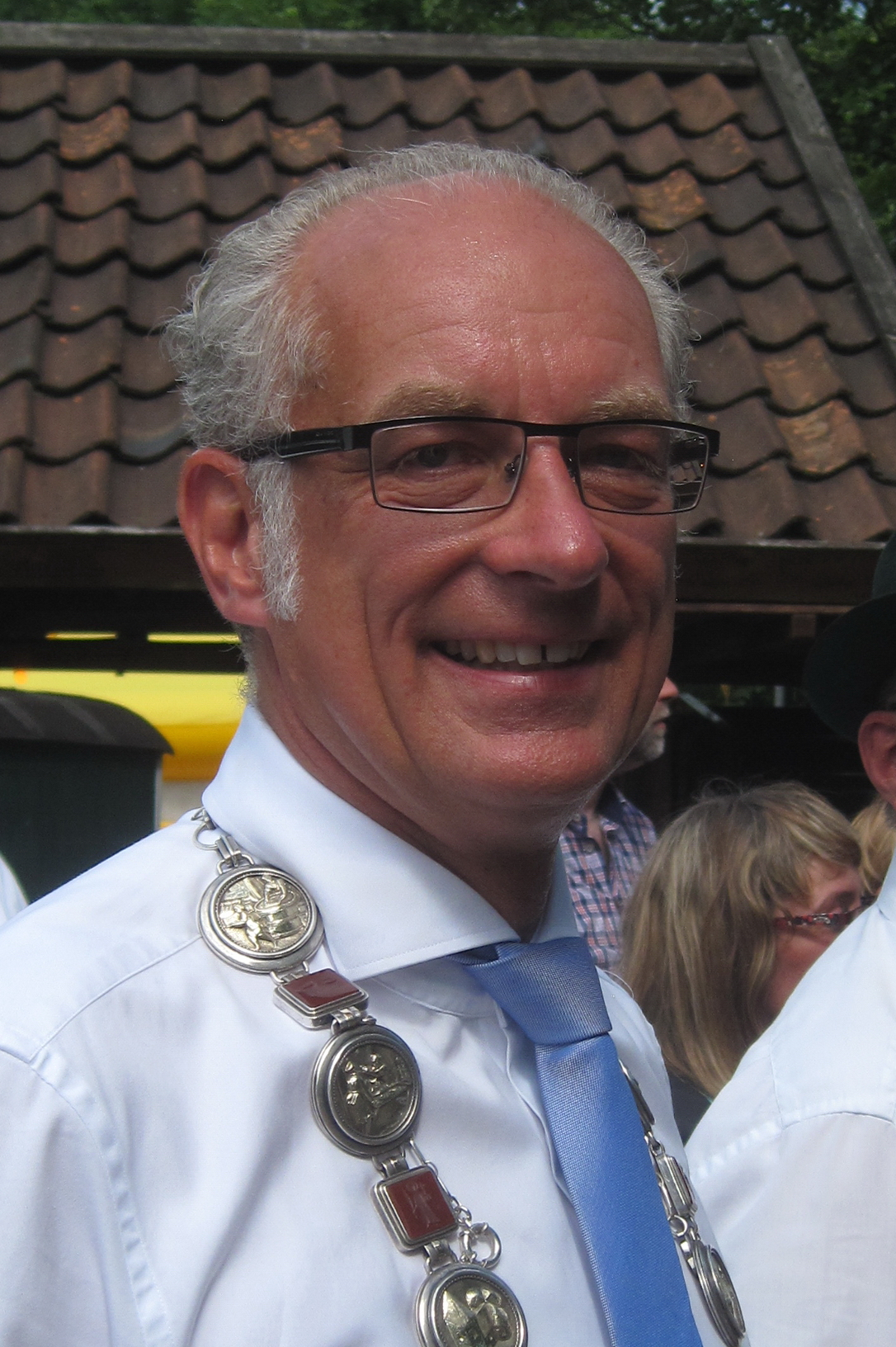
Michael Heilmann (2017) in Ispei

Michael Heilmann (* 14. Juni 1962 in Hof (Saale)) ist ein deutscher Kommunalpolitiker (parteilos). Er war von 2016 bis 2020 hauptamtlicher Bürgermeister der Stadt Hemer im Märkischen Kreis.
Nach seinem Realschulabschluss in Rehau schloss er eine Lehre als Elektroanlageninstallateur ab und besuchte anschließend die Fachoberschule in Hof. Als Soldat auf Zeit war er vier Jahre bei der Bundeswehr (Luftwaffe). An der Universität Duisburg-Essen studierte er Politikwissenschaft, Wirtschaft und Recht und verbrachte ein Auslandssemester an der University of Birmingham.
Nach seinem Studium übte er eine freiberufliche Tätigkeit als Dozent aus. Nachdem er als Hausmann und Vater die Kindererziehung übernommen hatte, engagierte er sich ab 1993 aktiv in der Kommunalpolitik. Er trat der Unabhängigen Wählergemeinschaft (UWG) in Hemer bei. Seitdem war er in mehreren kommunalpolitischen Gremien und aktiv, seit 2004 im Rat der Stadt Hemer und von 2004 bis 2014 Vorsitzender des Sozialausschusses. Gemeinsam mit Gudrun Gille und Horst Riedel gründete er 2011 das Netzwerk Demenz Hemer e. V.
Bei der Wahl zum Bürgermeister der Stadt Hemer siegte Heilmann in der Stichwahl am 14. Februar 2016 mit 81 Prozent der abgegebenen Stimmen. Seit seinem Austritt aus der UWG Hemer im April 2018 ist er parteilos. Zur Kommunalwahl am 13. September 2020 trat errichtet erneut an. Seine Amtszeit endete am 31. Oktober 2020.
Heilmann ist verheiratet und hat drei Kinder. Seit 1990 wohnt er in Hemer.